# Acrothamnus
Acrothamnus, biljni rod iz porodice vrjesovki raširen po Australiji, Novom Zelandu i nekim azijskim tropskim otocima. Postoji sedam priznatih vrsta

## Vrste
1. Acrothamnus colensoi (Hook. fil.) Quinn
2. Acrothamnus hookeri (Sond.) Quinn
3. Acrothamnus maccraei (F. Muell.) Quinn
4. Acrothamnus melaleucoides (A.Cunn. ex DC.) Puente-Lel.
5. Acrothamnus montanus (R. Br.) Quinn
6. Acrothamnus spathaceus (Pedley) Quinn
7. Acrothamnus suaveolens (Hook. fil.) Quinn